# 林庆华
林庆华，中華人民共和國政治、軍事人物，中共黨員。

## 生平
2023年9月，任驻澳门部队少将政治委员。